# 리드 호프만

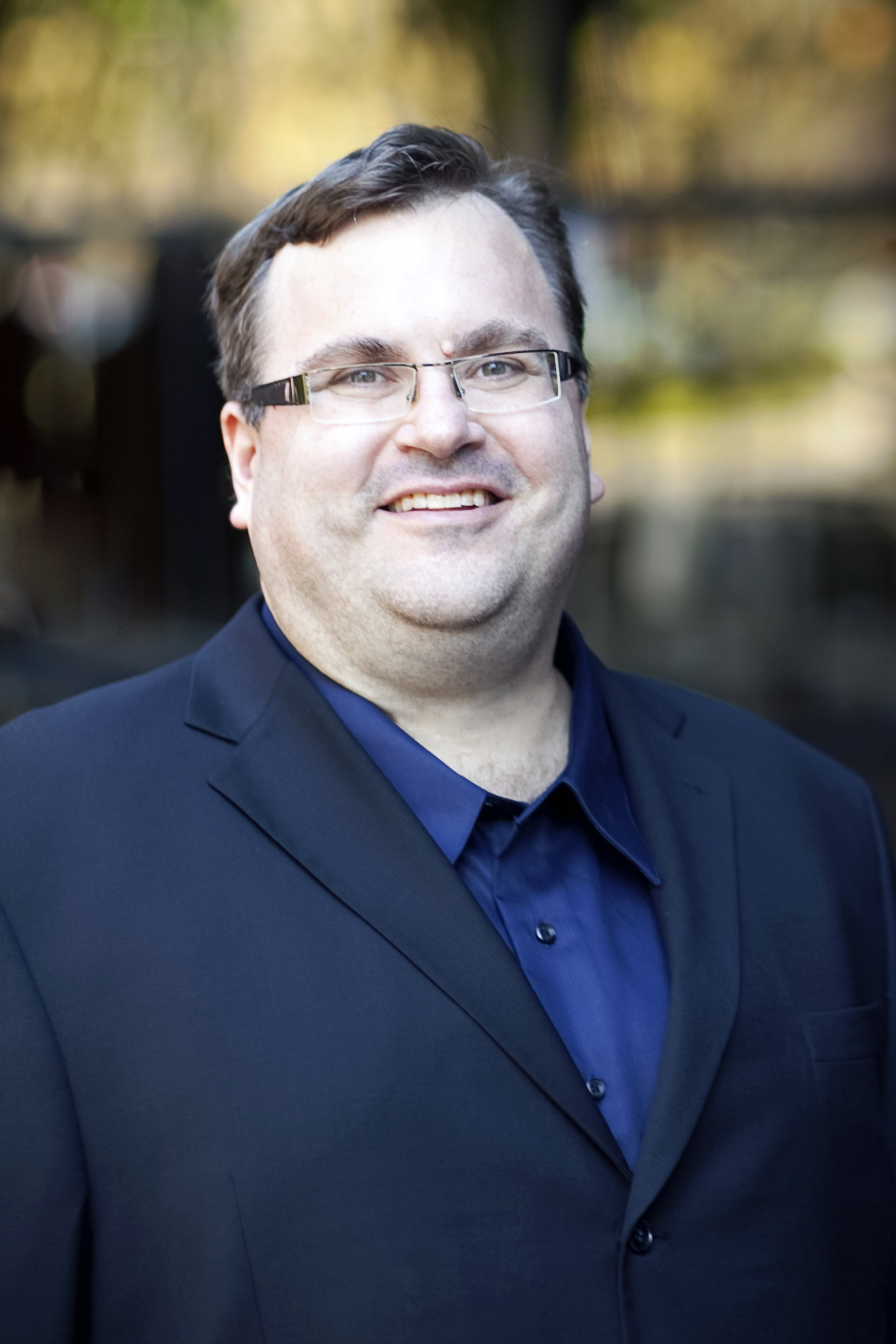
2011년 모습

리드 호프만(Reid Hoffman, 본명: Reid Garrett Hoffman, 1967년 8월 5일 ~ )은 미국의 인터넷 기업가, 벤처 자본가, 팟캐스터 및 작가이다. 호프만은 주로 전문 네트워킹에 사용되는 비즈니스 중심 사회 연결망인 링크드인의 공동 창립자이자 회장이었다. 그는 현재 벤처 캐피탈 회사인 그레이록 파트너스(Greylock Partners)의 파트너이자 인플렉션 AI(Inflection AI)의 공동 창립자이다.

## 어린 시절과 교육
호프만은 어렸을 때 열렬한 테이블톱 롤플레잉 게이머였다. 게임 회사인 카오시움(Chaosium)에서 편집장으로 일했으며, 당시 집 근처 캘리포니아주 오클랜드에 있었다.
호프만은 버몬트에 있는 진보적인 퍼트니 학교(Putney School)에서 고등학교를 다녔으며 그곳에서 농업 활동에 참여했다. 그는 1990년에 스탠포드 대학교에서 기호 시스템 및 인지 과학 학사 학위를 취득했다. 그는 해외 대학원 공부를 위해 마샬 장학금을 받았으며, 1993년 옥스퍼드 울프슨 칼리지에서 철학 석사 학위를 받았다.
그의 친고조부는 기독교 장로교 목사이자 임시 인디애나 대학교 총장인 테오필루스 아담 와일리(Theophilus Adam Wylie)였다. 호프만의 삼촌인 에릭 호프만(Eric Hoffman)은 작가이다.